# Chứng hoang tưởng hóa sói

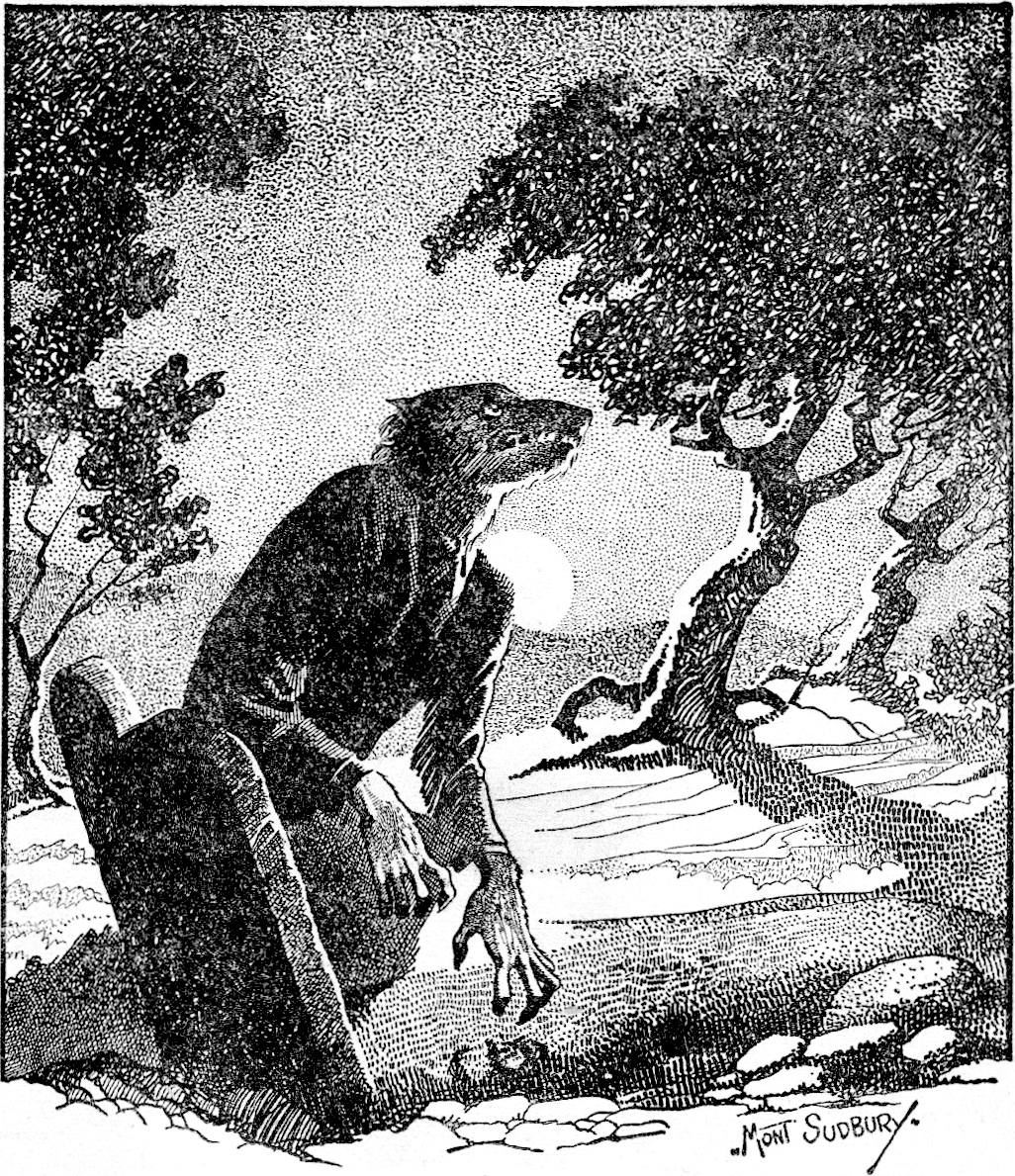
Ma sói

Chứng hoang tưởng hóa sói hay hiện tượng ám ảnh ma sói còn gọi là Hội chứng lâm sàng lycanthropy được định nghĩa là một hội chứng tâm thần lâm sàng tương đối hiếm có liên quan đến một ảo tưởng rằng những người bị ảnh hưởng có thể biến hóa hoặc chuyển đổi thành một động vật nói chung không phải con người nhưng thông thường là loài chó sói.
Tên của nó được liên hệ với huyền thoại lycanthropy hay ma sói, một bệnh trạng siêu nhiên trong đó con người được biến đổi thể chất để từ hình người trở thành hình dạng chó sói. Cá nhân bị ảnh hưởng báo cáo một niềm tin ảo tưởng rằng họ đang trong quá trình chuyển đổi thành một con vật hoặc đã bị chuyển đổi thành một con vật. Nó đã được liên kết với sự thay đổi của tâm trí đi kèm với rối loạn tâm thần.

## Đại cương
Chứng bệnh này có khả năng bắt nguồn từ các bệnh não và thực chất nó bắt nguồn từ những ảnh hưởng của não. Những vùng não nhất định dường như giữ vai trò thiết yếu trong việc tạo ra cảm giác về tình trạng thể chất. Những vùng não này bao gồm cả các khu vực vỏ não chịu trách nhiệm về vận động và cảm giác. Khi những vùng não này có sự biến động, bệnh nhân sẽ có những cảm giác khác nhau như thấy cơ thể co rút lại, hoặc bị biến dạng ngực, hay thấy bị thiêu đốt đùi và lưng.
Chứng hoang tưởng hóa sói nhìn chung được coi là một biểu hiện bất thường của một loại rối loạn khác, chẳng hạn như bệnh tâm thần phân liệt, rối loạn lưỡng cực hoặc trầm cảm nặng. Trong thực tế, trong số 56 trường hợp hoang tưởng biến hình thành động vật, 25% bệnh nhân được chẩn đoán mắc bệnh tâm thần phân liệt, 23% được gán bị trầm cảm loạn thần kinh và khoảng 20% được cho là bị rối loạn lưỡng cực. Trong số các bệnh nhân, 34 là nam và 22 là nữ. Các triệu chứng của họ kéo dài từ một giờ tới vài thập niên.
Các bệnh nhân đã cảm nhận sự thay đổi về ngoại hình của họ, ví dụ như một số nghĩ miệng và răng đã biến dạng hay ngực của họ giãn rộng. Số khác lại trải nghiệm cảm giác cơ thể teo nhỏ. Một số cảm thấy thiêu đốt ở vùng lưng và đùi. Ở một số bệnh nhân, ảo giác bắt nguồn từ những vấn đề tại vùng não liên quan, làm thay đổi sâu sắc nhận thức của họ về nhân dạng thể chất. Các chuyên gia tâm thần học có thể sử dụng điện não đò (EEG) hoặc các kỹ thuật kiểm tra hình ảnh não khác để phát hiện bất thường ở vùng não làm tăng ảo tưởng về cơ thể và cảm nhận về cái tôi.

## Lịch sử
Ý tưởng về người biến hình đã xuất hiện từ thời cổ xưa nhưng trong y học, nhiều trường hợp mắc chứng hoang tưởng hóa sói đã bị bỏ sót do người ta vẫn chưa hiểu rõ sự tồn tại cũng như đặc trưng của rối loạn này. Trên thực tế có ghi nhận một vài người có niềm tin mạnh mẽ rằng, bản thân đang trong quá trình biến đổi hình hài thành chó sói như họ cất tiếng hú, cào xé, cảm thấy lông bao phủ khắp cơ thể và móng tay, chân đang dài ra.

### Lời đồn
Bên cạnh đó, ma sói là nỗi ám ảnh của con người từ năm 1940, người ta hoàn toàn tin tưởng ma sói thực sự tồn tại và nó có lịch sử ra đời từ nhiều thế kỷ trước. Việc ám ảnh bị biến thành ma sói từ thời cổ xưa gây chú ý. Những câu chuyện từ thời Trung cổ ở châu Âu như một thanh niên 18 tuổi thừa nhận mình là một con sói còn trình bày với các thành viên của tòa án chi tiết các cuộc săn mồi của mình khi biến thành quái vật mỗi khi trăng tròn xuất hiện, hay một câu chuyện người đàn ông bí ẩn hoặc các vị thần đã biến con người thành ma sói như thế nào càng làm con người củng cố thêm niềm tin vào việc ma sói có thật.
Tại thị trấn Elkhorn ở miền Nam nước Mỹ, các nhân chứng báo cáo với giới chức trách rằng họ đã nhìn thấy một con sói đứng thẳng trên hai chân giống như loài người, nó cao từ 1,5 - 2,4m. Một cô gái tuyên bố đã nhìn thấy một con ma sói đáng sợ khi tham gia bữa tiệc ngoài trời với bạn bè vào buổi đêm. Nhiều người dân địa phương cáo buộc sinh vật đó là ma sói và kể từ đó truyền thuyết, lời đồn ngày càng được lan truyền.

### Ghi nhận
Đã có 13 trường hợp ám ảnh ma sói như vậy được ghi nhận kể từ năm 1850. Một báo cáo từ Bệnh viện McLean báo cáo về một loạt các trường hợp có biểu hiện như là:
- Một bệnh nhân cư xử theo một cách tương tự như hành vi động vật, ví dụ như khóc, tức giận, hay leo. Các tiêu chí đầu tiên là ảo tưởng, và điều này phù hợp với triệu chứng lâm sàng lycanthropy bởi vì một người tin rằng anh ta hoặc cô biến thành một con vật là một ảo tưởng.
- Triệu chứng thứ hai là ảo giác, và những người có triệu chứng lâm sàng lycanthropy có ảo giác sinh động rằng mình một động vật, và có bất cứ điều gì đặc điểm động vật có, cho dù đó là móng vuốt, lông, răng nanh.

Bắt nguồn từ việc chữa trị cho một bệnh nhân tin mình là ma sói, có người đã nghiên cứu tài liệu lưu trữ để tìm ra mức độ phổ biến của chứng bệnh này. Ông ta đã phát hiện, kể từ năm 1850, đã có 56 báo cáo mô tả về những trường hợp người tin họ đang biến hình thành động vật. Trong số đó, 13 báo cáo đáp ứng tiêu chuẩn về chứng hoang tưởng hóa sói. Căn bệnh ám chỉ người mắc không thực sự biến hình thành sói hoặc có khả năng làm điều đó. Những trường hợp còn lại là biến thể của chứng bệnh, với các bệnh nhân bị ám ảnh với suy nghĩ bản thân là chó, trăn, cóc hay ong. Số lượng ca mắc chứng hoang tưởng hóa sói thấp được ghi nhận rất thấp trong vòng 150 năm qua.